# Emil Charlet
Emil Charlet (auch: Emile Charlet, * 26. Februar 1878 in Berlin als Emil Otto Wilhelm Charlet; † 9. Oktober 1962 ebenda) war ein deutscher Journalist, Verlagslektor und literarischer Übersetzer. 

## Leben
Emil Charlet war im Ersten Weltkrieg für die deutsche Spionageabwehr tätig. Später arbeitete er als Journalist, ab 1934 als Korrektor für fremdsprachige Texte in der Münchner NSDAP-Druckerei Müller und von 1936 bis 1939 als Lektor für den Holle-Verlag. Daneben war er bereits seit Anfang des 20. Jahrhunderts als Übersetzer tätig. Charlet übersetzte Belletristik aus dem Dänischen, Englischen, Französischen, Niederländischen, Norwegischen und Schwedischen ins Deutsche. 

## Herausgeberschaft
- Zwischen Leie und Scheide, Braunschweig [u. a.] 1943 (herausgegeben zusammen mit Jozef Simons)

## Übersetzungen
- Gunnar Adolfsson: Wartendes Land, Berlin 1953
- Lode Baekelmans: Der Wirt zum "Blühenden Haideröslein", Leipzig [u. a.] 1906
- Curt Berg: Die blauen Dragoner, Berlin 1939
- Eva Berg: Die hohe Schwelle, Berlin 1941
- Ferdinand Bordewijk: Büro Rechtsanwalt Stroomkoning, Bremen 1939
- Ina Boudier-Bakker: Ruf aus der Tiefe, Berlin 1939
- James Drennan: Der britische Faschismus und seine Führer, Berlin-Charlottenburg 1934
- Gaston Duribreux: Die letzten Fischer, Berlin 1941
- Ture Eriksson: Die weiße Landzunge, Berlin 1951
- Eduard Robert Gummerus: Dem Rufe getreu, Berlin-Schildow 1942
- William Heinesen: Der schwarze Kessel, Berlin 1951
- Gerard van Hulzen: Vagabunden, Leipzig [u. a.] 1907
- Josef Kjellgren: Begegnungen an einer Brücke, Berlin 1954
- Mogens Klitgaard: Ballade auf dem Neumarkt, Zürich 1941
- Mogens Klitgaard: Gott mildert die Luft für die geschorenen Schafe, Berlin 1950
- Mogens Klitgaard: Die roten Federn, Zürich 1941
- Thomas Olesen Lökken: Niels Hald, Berlin 1937
- Madelon Lulofs: Hungerpatrouille, Berlin 1937
- Peter Nisser: Blut und Schnee, Hamburg 1943
- Jacob Paludan: Gewitter von Süd, Bremen 1940
- Jacob Paludan: Im Lichtkegel, Hamburg 1944
- Hans Scherfig: Der versäumte Frühling, Berlin 1949
- Nico van Suchtelen: Quia absurdum, Leipzig [u. a.] 1907
- Maurice Talmeyr: Das Ende einer Gesellschaft, Berlin 1909
- Arne Vaagen: Lasse Aga, Berlin 1942
- Albin Widén: Heim will ich wieder reiten, Berlin 1937
- Johan van der Woude: Die Magalhaens-Straße, Berlin 1937
- Hilmar Wulff: Sturmflut über Lolland, Berlin 1952

| Personendaten    | Personendaten                                                    |
| ---------------- | ---------------------------------------------------------------- |
| NAME             | Charlet, Emil                                                    |
| ALTERNATIVNAMEN  | Charlet, Emil Otto Wilhelm (vollständiger Name); Charlet, Emile  |
| KURZBESCHREIBUNG | deutscher Journalist, Verlagslektor und literarischer Übersetzer |
| GEBURTSDATUM     | 26. Februar 1878                                                 |
| GEBURTSORT       | Berlin                                                           |
| STERBEDATUM      | 9. Oktober 1962                                                  |
| STERBEORT        | Berlin                                                           |